# Godło Kirgiskiej SRR

Godło Kirgiskiej Socjalistycznej Republiki Radzieckiej

Godło Kirgiskiej Socjalistycznej Republiki Radzieckiej w mniejszym stopniu niż godła innych republik wchodzących w skład ZSRR bazuje na godle ZSRR. Symbolizuje ono rolnictwo – dwa wieńce, lewy z gałązek bawełny, z otwartymi torebkami nasiennymi, prawy z kłosów pszenicy.
U ich zbiegu, w górnej części godła znajduje się pięcioramienna, czerwona gwiazda, symbolizująca zwycięstwo socjalizmu we wszystkich pięciu częściach Ziemi. 
Centralne miejsce zajmuje wizerunek gór, zajmujących znaczną większość powierzchni kraju, a nad nimi wschodzące słońce. Jest ono obecne na także na godle ZSRR i oznacza nadzieję na świetlaną przyszłość Kirgistanu. 
Na otaczających wieńce czerwonych (kolor ruch robotniczego) wstęgach znajduje się napis Proletariusze wszystkich krajów, łączcie się! w języku kirgiskim: Бардык өлдөрдүн пролетарлары, биринкиле! (Bardıq öldördün proletarları, birinkile!) i rosyjskim: Пролетарии всех стран, соединяйтесь! (Proletari wsiech srtan, sojedinajties'!).

Godło z 1936 roku

U dołu znajduje się sierp i młot – symbol sojuszu robotniczo-chłopskiego, główny element godła ZSRR, a po jego bokach – częściowo skrócona nazwa republiki w języku kirgiskim: Кыргыз ССР (Kyrgyz SSR)
Godło Kirgiskiej SRR w tej formie obowiązywało od 1948 r. Poprzednia wersja, uchwalona 23 marca 1937 r. nieznacznie różniła się od opisanej, gdyż nie zawierała czerwonej gwiazdy. Symbol ten obowiązywał do czasu uzyskania niepodległości przez Kirgistan. Jeszcze wcześniej, krótko w latach 1936–1937, było w użyciu godło przedstawiające pośrodku słup graniczny i jeźdźca na koniu (pogranicznika).